# Deltocyathus sarsi
Espèce
Statut CITES
Deltocyathus sarsi est une espèce de coraux appartenant à la famille des Deltocyathidae ou Caryophylliidae.